# Borivoje Vukov
Borivoje „Bora” Vukov (ur. 8 lipca 1929 w Sencie, zm. 1 lipca 2010 w Belgradzie) – jugosłowiański zapaśnik walczący w stylu klasycznym. Trzykrotny olimpijczyk. Szósty w Melbourne 1956; siódmy w Rzymie 1960 i odpadł w eliminacjach w Helsinkach 1952. Walczył w kategorii do 52 kg.
Mistrz świata w 1963; trzeci w 1958; czwarty w 1950 i 1961. Srebrny medalista igrzysk śródziemnomorskich w 1959; piąty w 1975 roku.